# Martiniwein
Martiniwein ist eine österreichische und deutsche Bezeichnung für einen Wein, dessen Trauben am 11. November, dem Gedenktag des heiligen Martin, gelesen wurden. In Österreich handelt es sich um eine offizielle weinrechtliche Definition. Üblicherweise handelt es sich um Beerenauslese oder Trockenbeerenauslesen.